# Munteni (gmina)
Munteni – gmina w Rumunii, w okręgu Gałacz. Obejmuje miejscowości Frunzeasca, Munteni, Țigănești i Ungureni. W 2011 roku liczyła 6791 mieszkańców. 